# Belgodère
Belgodère (en cors Belgudè) és un municipi francès, situat a la regió de Còrsega, al departament d'Alta Còrsega. L'any 2007 tenia 432 habitants.

## Demografia
| 1962 | 1968 | 1975 | 1982 | 1990 | 1999 |
| ---- | ---- | ---- | ---- | ---- | ---- |
| 397  | 443  | 367  | 453  | 331  | 371  |

## Administració
| Període   | Identitat                    | Partit | Qualitat |  |
| --------- | ---------------------------- | ------ | -------- |  |
| 1959-1965 | Louis Orsini                 |        |          |  |
| 1965-1979 | Ambroise Colombani-Malaspina |        |          |  |
| 1979-1989 | Antoine Canioni              |        |          |  |
| 1989-2001 | Joseph Firroloni             |        |          |  |
| 2001-     | Lionel Mortini               | PNC    |          |  |